# Đền Xưa
Đền Xưa là ngôi đền thờ Đại danh y – Thiền sư Tuệ Tĩnh ngay tại quê hương của ông là Nghĩa Lư trang, nay thuộc thôn Nghĩa Phú, xã Cẩm Vũ, huyện Cẩm Giàng, tỉnh Hải Dương. Đây là một trong ba di tích của Cụm di tích Đền Xưa – Chùa Giám – Đền Bia đều thờ Tuệ Tĩnh được Thủ tướng Chính phủ Việt Nam xếp hạng di tích quốc gia đặc biệt vào năm 2017.

## Lịch sử
Hiện vẫn chưa xác định được chính xác đền xây dựng năm nào, tuy nhiên căn cứ vào các di vật, cổ vật, kiến trúc tại đây như: sập đá, chân tảng đá hoa sen, sấu đá, các bức chạm gỗ... có thể phỏng đoán rằng đền được xây dựng vào khoảng thế kỷ 17. Đền trải qua hai đợt trùng tu dưới thời Nguyễn, vào các năm Thành Thái thứ 2 (1890) và Bảo Đại thứ 3 (1929).
Đền Xưa được xếp hạng di tích quốc gia vào năm 1990. Trong giai đoạn 2006–2011, Bộ Y tế đã phối hợp với Ủy ban nhân dân tỉnh Hải Dương đầu tư kinh phí trùng tu, tôn tạo lại toàn bộ khu đền.

## Kiến trúc
Đền Xưa được xây dựng với kiến trúc hình chữ "nhị", gồm 5 gian tiền tế, 3 gian hậu cung. Giữa nhà tiền tế và hậu cung có một sân lọng hẹp đặt hòn non bộ. Hệ thống các cột, vì kèo được làm bằng gỗ, các đấu chồng, con rường đều được chạm khắc hoa lá cách điệu, mang đậm dấu ấn kiến trúc nghệ thuật thời Nguyễn. Ngay trung tâm nhà Tiền tế có đặt nhang án, ngai và tượng Tuệ Tĩnh bằng gỗ, cao 70 cm và rộng 30 cm. Đây là bước tượng cổ được chuyển từ Hậu cung ra ngoài Tiền tế. Tại đây còn 50 cổ vật có giá trị như: chuông đồng đúc năm Tự Đức thứ 8 (1855), bức đại tự Tế thế trạch dân (1838), Xuân Đài thọ vực (1849), một số sắc phong qua các đời vua triều Nguyễn...

## Lễ hội
Hội đền Xưa được tổ chức vào ngày 15 tháng 2 Âm lịch hàng năm. Lễ hội có nhiều trò chơi dân gian truyền thống như tổ tôm, tam cúc, cờ người, đập niêu, bịt mắt bắt dê, cầu kiều... diễn ra ngay tại sân đền, thành phần tham gia chủ yếu là thanh niên và trung niên. Ngoài ra còn có các hoạt động diễn xướng dân gian, giao lưu văn nghệ thu hút rất nhiều đoàn văn nghệ từ nhiều nơi. Vào ngày này còn có đồng hương từ xã An Lư, thành phố Thủy Nguyên, thành phố Hải Phòng về dự. Dân làng An Lư vốn là dân làng Nghĩa Lư di cư xuống lập làng từ lâu đời.